# Vierdoornige stekelbaars
De vierdoornige stekelbaars (Apeltes quadracus) is een stekelbaars die voorkomt in brak water langs de Noord-Amerikaanse oostkust en maximaal ca 6 cm lang wordt.